# Rías Altas

Mapa de las Rías Altas y sus cuencas hidrográficas.

Las Rías Altas son una parte de la zona costera de Galicia, en el norte de España. Forman la parte norte y noroeste de la provincia de La Coruña y toda la costa de la provincia de Lugo, limitando con Asturias en el este y con el cabo de Finisterre al sur.
Esta zona de costa rocosa tiene infinidad de playas, donde destaca la playa de Las Catedrales, en Ribadeo.
Como cabos importantes podemos destacar la Estaca de Bares, el punto más septentrional de España, cabo Ortegal y cabo Finisterre.

## Geografía

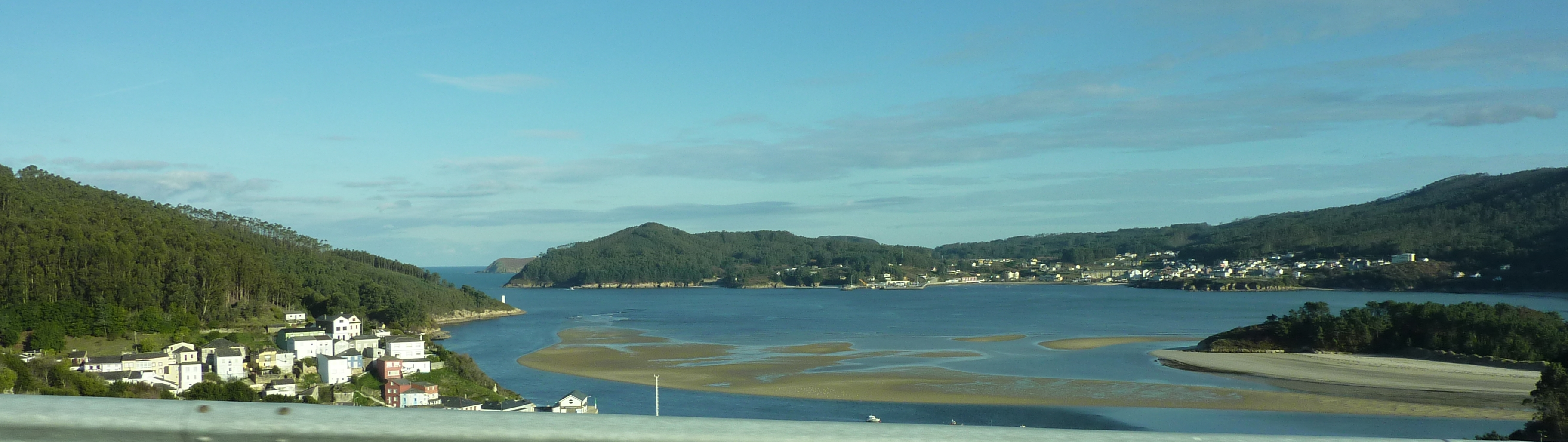
Ría del Barquero

Las Rías Altas incluyen las siguientes:
- Ría del Burgo o Ría de La Coruña.
- Ría de Betanzos.
- Ría de Ares.
- Ría de Ferrol.
- Ría de Cedeira.
- Ría de Ortigueira.
- Ría del Barquero.
- Ría de Vivero.
- Ría de Foz.
- Ría de Ribadeo.

Sin embargo, determinadas fuentes dividen las Rías Altas en dos: las que van desde Finisterre hasta la La Coruña se denominarían "Costa de la Muerte" y las que están una vez dejada atrás la ciudad herculina, hasta llegar a Ribadeo, serían las propias "Rías Altas". 
Incluyendo las llamadas Rías Medias (Costa de la Muerte y Costa Ártabra) en este grupo, las Rías Altas abarcarían la parte norte y noroeste de la provincia de La Coruña y toda la costa de la provincia de Lugo (La Mariña), limitando con Asturias a la este y con el cabo Finisterre al suroeste.
No obstante, en hidrografía se considera que el cabo Ortegal marca el punto de separación entre las Rías Altas propiamente dichas y las Rías Medias.
Siguiendo esta definición, las Rías Altas propiamente dichas son cinco:
- Ría de Ortigueira.
- Ría del Barquero.
- Ría de Vivero.
- Ría de Foz
- Ría de Ribadeo.

Aquí, en la sierra de Capelada, está "El Cabo del Mundo" (O Cabo do Mundo, en gallego) el acantilado más alto de la Europa Atlántica. Luego vienen los espacios naturales de la playa de Ortigueira y el cabo de Estaca de Bares donde se juntan Atlántico y Cantábrico.

## Principales puertos comerciales y pesqueros

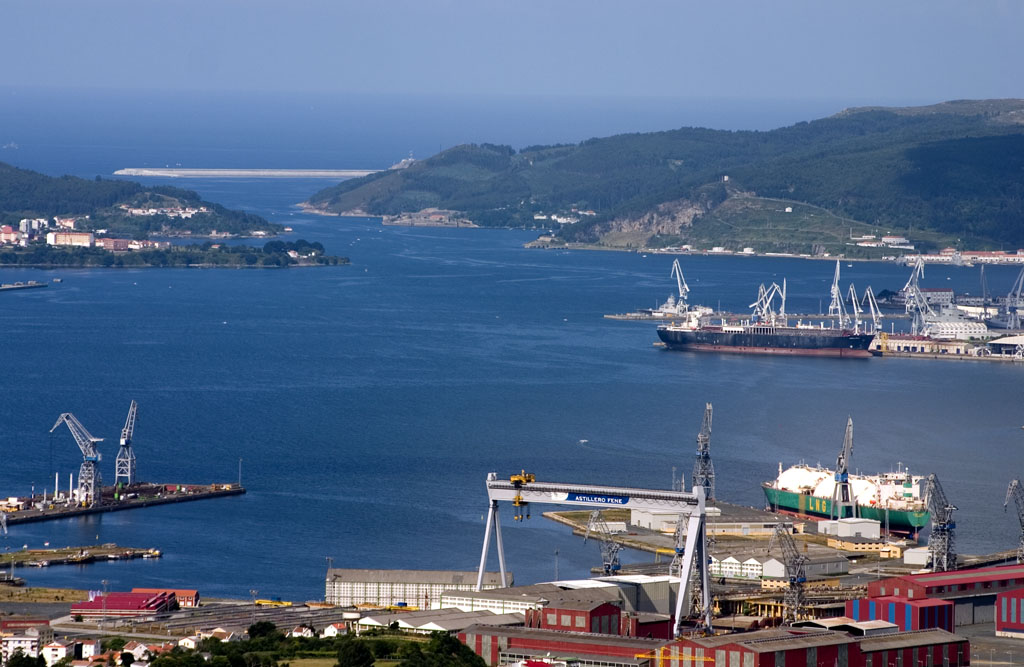
Ría de Ferrol, con sus astilleros.

Los principales puertos comerciales y pesqueros en la zona son:
- En la provincia de La Coruña:

- Puerto de La Coruña, puerto comercial, pesquero y de recreo ()
- Ferrol, puerto comercial (y también militar) ( )
- Cedeira, puerto pesquero ()
- Malpica de Bergantiños, puerto pesquero ()
- Cariño, puerto pesquero ()
- Espasante, puerto pesquero ()
- Puerto del Barquero, puerto pesquero ()

- en la provincia de Lugo:

- Puerto de Cillero, puerto pesquero ()
- San Ciprián, puerto comercial (y también pesquero) ( )
- Burela, puerto pesquero ()
- Foz, puerto pesquero ()
- Ribadeo, puerto pesquero ().